# Aonidomytilus leovalenciae
Aonidomytilus leovalenciae är en insektsart som beskrevs av Alfred Serge Balachowsky 1959. Aonidomytilus leovalenciae ingår i släktet Aonidomytilus och familjen pansarsköldlöss.
Artens utbredningsområde är Colombia. Inga underarter finns listade i Catalogue of Life.